# Melampittidae
I Melampittidi (Melampittidae Schodde & Christidis, 2014) sono una famiglia di uccelli passeriformi.

## Descrizione
Si tratta di uccelli di piccole dimensioni (18 cm la melampitta minore, 29 cm quella maggiore), di colore nero, aspetto generale simile a quello di un pettirosso o una pitta, con corpo robusto e paffuto, becco corto e sottile e zampe forti, livrea nera con riflessi metallici ed occhi rossi.

## Distribuzione e habitat
Le due specie di melampitta sono ambedue endemiche della Nuova Guinea, dove popolano le aree di foresta pluviale e foresta nebulosa nelle zone montane dell'entroterra.

## Biologia
Le melampitte sono uccelli difficili da avvistare e diffusi in aree remote, sicché si conosce molto poco sulle loro abitudini di vita: sembrano essere uccelli diurni e prevalentemente insettivori, che costruiscono nidi sferici molto elaborati in cui la femmina depone un unico uovo, che essa incuba da sola (col maschio che si incarica di nutrirla) per un periodo insolitamente lungo. I due sessi collaborano nell'accudire il pulcino, che viene nutrito con cibo intero, e non rigurgitato (come accade ad esempio ai pulli degli uccelli del paradiso).

## Tassonomia
La tassonomia delle melampitte è sempre stata tormentata, con continui spostamenti e riclassificazioni: inizialmente ascritte alla famiglia Pittidae in base alla morfologia simile a quella delle pitte, quando venne evidenziata la conformazione del siringe paragonabile a quella degli uccelli canori esse vennero spostate fra i Timaliidae, vero e proprio "taxon contenitore" dal quale vennero in seguito tolte per finire fra gli Orthonychidae (dove andrebbero ancora classificate secondo alcuni autori) prima, e i Cinclosomatidae poi. Le analisi del DNA ne evidenziarono una parentela piuttosto stretta con gli uccelli del paradiso, assieme ai quali le melampitte vennero quindi classificate, sebbene con molte remore, legate alle differenze morfologiche e comportamentali fra i due gruppi.
Studi più recenti hanno reso chiaro che le melampitte fanno parte di una radiazione piuttosto basale dei passeriformi, comprendente sì gli uccelli del paradiso, ma anche i corvidi ed i corcoracidi: a questi ultimi, in particolare, le melampitte sembrerebbero strettamente legate secondo quanto mostrato dalle analisi del DNA mitocondriale, coi due cladi che avrebbero cominciato a divergere circa 22 milioni di anni fa. Allo stesso tempo, è stata resa chiara la necessità di elevare le melampitte al rango di famiglia a sé stante, piuttosto che continuare ad accorparle ad altre famiglie col rango di sottofamiglia (Melampittinae).
Alla famiglia appartengono due sole specie, classificate in due generi monospecifici:
- Genere Melampitta
  - Melampitta lugubris Schlegel, 1871 - melampitta minore;
- Genere Megalampitta
  - Megalampitta gigantea (Rothschild, 1899) - melampitta maggiore;

Spesso, ambedue le specie vengono classificate in un singolo genere (Melampitta), tuttavia le differenze morfologiche fra melampitta maggiore e minore ne giustificherebbero la classificazione in generi separati.